# Venesmes
Venesmes é uma comuna francesa na região administrativa do Centro, no departamento Cher. Estende-se por uma área de 32,45 km². Em 2010 a comuna tinha 834 habitantes (densidade: 25,7 hab./km²).